# 岛羚属
岛羚属（学名：Neotragus）也称新小羚属，是偶蹄目牛科中的一属，分布于非洲，包括以下三种：
- 贝氏岛羚（Neotragus batesi）
- 岛羚（Neotragus moschatus）
- 小岛羚（Neotragus pygmaeus）